# 趙朔
趙 朔（ちょう さく、？ - 紀元前598年）は、中国春秋時代の晋の政治家。姓は嬴、氏は趙、諱は朔、諡は荘。趙荘子とも呼ばれる。趙盾の子。 

## 生涯

### 邲の戦い
父の趙盾は生前、恩義ある趙姫の子の趙括に趙家の宗主の座を継がせるように計らっていたが、趙括とその兄の趙同は揃って人徳がなく、一族の輿望は徳のある趙朔に集まったので、実質的には趙朔が当主となり、卿の位を得るに到った。
紀元前597年の邲の戦いでは、下軍の将として従軍した。戦いに利あらずとして、下軍の佐の欒書の撤兵論に賛成したが、趙朔の人気に嫉妬していた叔父の趙同・趙括兄弟が戦争継続を主張したため、やむなく戦闘に参加した。しかし、楚軍の猛攻で中軍があまりにも早く崩壊したため、下軍も攻撃を防ぎきれず、全滅してしまった。

### 粛清
邲の敗戦以降、国内では趙家への風当たりが厳しくなった。この状況を憂えた韓厥からは亡命を進められたが「あなたが趙家の祀りを守ってくれるのなら、何も恨みは無い。」と拒否した。
そして同年、司寇屠岸賈に、かつて一族の趙穿が霊公を殺した罪を問われ、趙同・趙括の援護も得られぬまま、一族もろとも殺された。
当時、母の胎内にいて、ただ一人難を逃れた趙朔の子、趙武は後に屠岸賈に復讐し、趙家を再興して晋の宰相となる。

## 趙朔を題材にした小説
- 宮城谷昌光 「月下の彦士」『孟夏の太陽』、文藝春秋、1991年。
- 安西篤子 「趙氏春秋」『洛陽の姉妹』、講談社、1999年。